# Hockey sobre césped en los Juegos Panamericanos

Hockey sobre césped

El hockey sobre césped es uno de los múltiples deportes que se disputan en los Juegos Panamericanos. La rama masculina tuvo su primera edición en los Juegos Panamericanos de 1967, mientras que la rama femenina tuvo su comienzo 20 años después, en los Juegos Panamericanos de 1987. 
Argentina es el gran dominador de este deporte, ganando el oro en 17 de 23 competencias (contando ambas ramas) y obteniendo la plata en las 6 restantes. Solamente los seleccionados de Canadá (en la rama masculina) y Estados Unidos (en la rama femenina) han logrado destronar al combinado argentino y también han sido grandes animadores de los torneos. 
La gran dominancia de estas 3 selecciones, que en conjunto acumulan más del 80% del total de medallas otorgadas por este deporte, se debe principalmente a la falta de preparación y roce internacional de los demás seleccionados, lo que lleva a una gran disparidad en los enfrentamientos. Aunque con el tiempo algunos seleccionados han ido creciendo en competitividad, como los seleccionados de Chile. 
Por otra parte, desde 1999 los Juegos Panamericanos sirven como evento clasificatorio para los Juegos Olímpicos del año siguiente, ya que el ganador gana automáticamente una plaza para participar de ellos.

## Masculino
| Año           | Sede                           |           | Medalla de oro | Resultado         | Medalla de plata |            | Medalla de bronce | Resultado | Cuarto Lugar   |  |
| 1967 Detalles | Winnipeg, Canadá               | Argentina | 5–0            | Trinidad y Tobago | Estados Unidos   | 1–0        | Canadá            |           |                |  |
| 1971 Detalles | Cali, Colombia                 | Argentina | 1–0            | México            | Canadá           | 1–0        | Chile             |           |                |  |
| 1975 Detalles | Ciudad de México, México       | Argentina | 1–0            | Canadá            | México           | 2–0        | Jamaica           |           |                |  |
| 1979 Detalles | San Juan, Puerto Rico          | Argentina | 3–0            | Canadá            | México           | 5–3 (t.e.) | Cuba              |           |                |  |
| 1983 Detalles | Caracas, Venezuela             | Canadá    | 3–1            | Argentina         | Chile            | 1–0        | Estados Unidos    |           |                |  |
| 1987 Detalles | Indianápolis, Estados Unidos   | Canadá    | 3–1            | Argentina         | Estados Unidos   | 3–2        | Chile             |           |                |  |
| 1991 Detalles | La Habana, Cuba                | Argentina | 3–0            | Canadá            | Estados Unidos   | 7–1        | Barbados          |           |                |  |
| 1995 Detalles | Mar del Plata, Argentina       | Argentina | 1–0            | Canadá            | Estados Unidos   | 3–2        | Chile             |           |                |  |
| 1999 Detalles | Winnipeg, Canadá               | Canadá    | 1–0            | Argentina         | Cuba             | 6–0        | Chile             |           |                |  |
| 2003 Detalles | Santo Domingo, Rep. Dominicana | Argentina | 1–0            | Canadá            | Cuba             | 6–2        | Chile             |           |                |  |
| 2007 Detalles | Río de Janeiro, Brasil         | Canadá    | 2–2 (5–4 PS)   | Argentina         | Chile            | 5–3        | Trinidad y Tobago |           |                |  |
| 2011 Detalles | Guadalajara, México            | Argentina | 3–1            | Canadá            | Chile            | 4–3        | Cuba              |           |                |  |
| 2015 Detalles | Toronto, Canadá                | Argentina | 3–0            | Canadá            | Chile            | 4–1        | Brasil            |           |                |  |
| 2019 Detalles | Lima, Perú                     |           | Argentina      | 5–2               | Canadá           |            | Estados Unidos    | 2–1       | Chile          |  |
| 2023 Detalles | Santiago, Chile                |           | Argentina      | 3–1               | Chile            |            | Canadá            | 3-2       | Estados Unidos |  |

### Medallero
Actualizado Juegos Panamericanos Santiago 2023
| #     | País              |    |    |    | Total |
| ----- | ----------------- | -- | -- | -- | ----- |
| 1     | Argentina         | 11 | 4  | 0  | 15    |
| 2     | Canadá            | 4  | 8  | 2  | 14    |
| 3     | Chile             | 0  | 1  | 4  | 5     |
| 4     | México            | 0  | 1  | 2  | 3     |
| 5     | Trinidad y Tobago | 0  | 1  | 0  | 1     |
| 6     | Estados Unidos    | 0  | 0  | 5  | 5     |
| 7     | Cuba              | 0  | 0  | 2  | 2     |
| Total | Total             | 15 | 15 | 15 | 45    |

### Participaciones de los equipos
Actualizado Juegos Panamericanos Santiago 2023
| Equipo                | 1967 | 1971 | 1975 | 1979 | 1983 | 1987 | 1991 | 1995 | 1999 | 2003 | 2007 | 2011    | 2015    | 2019    | 2023    | Total |
| --------------------- | ---- | ---- | ---- | ---- | ---- | ---- | ---- | ---- | ---- | ---- | ---- | ------- | ------- | ------- | ------- | ----- |
| Antillas Neerlandesas | 8vo  | X    | X    | X    | X    | X    | X    | X    | X    | X    | 6.º  | Extinto | Extinto | Extinto | Extinto | 2     |
| Argentina             |      |      |      |      |      |      |      |      |      |      |      |         |         |         |         | 15    |
| Barbados              | X    | X    | X    | 7.º  | 9no  | 6.º  | 4to  | X    | X    | 7.º  | X    | 8vo     | X       | X       | X       | 6     |
| Bermudas              | 7.º  | X    | X    | X    | X    | 8.º  | X    | X    | X    | X    | X    | X       | X       | X       | X       | 2     |
| Brasil                | X    | X    | X    | X    | X    | X    | X    | X    | X    | X    | 8vo  | X       | 4to     | X       | 5to     | 3     |
| Canadá                | 4to  |      |      |      |      |      |      |      |      |      |      |         |         |         |         | 14    |
| Chile                 | X    | 4to  | 5.º  | 5.º  |      | 4to  | 5.º  | 6.º  | 4to  | 4to  |      |         |         | 4to     |         | 14    |
| Cuba                  | X    | X    | X    | 4to  | 6.º  | X    | 6.º  | 4to  |      |      | 5.º  | 4to     | 8vo     | 6.º     | X       | 10    |
| Estados Unidos        |      | 5.º  | 6.º  | 6.º  | 4to  |      |      |      | 5.º  | 5.º  | 7.º  | 5.º     | 5.º     |         | 4to     | 15    |
| Guyana                | X    | 8vo  | 7mo  | X    | X    | X    | 10mo | X    | X    | X    | X    | X       | X       | X       | X       | 3     |
| Jamaica               | 5.º  | 6.º  | 4to  | 8.º  | X    | 9.º  | 9.º  | X    | X    | X    | X    | X       | X       | X       | X       | 6     |
| México                | 6.º  |      |      |      | 5.º  | 7.º  | X    | X    | 7mo  | X    | X    | 6.º     | 6.º     | 7.º     | 6.º     | 10    |
| Paraguay              | X    | X    | X    | X    | X    | X    | X    | 7mo  | X    | X    | X    | X       | X       | X       | X       | 1     |
| Perú                  | X    | X    | X    | X    | X    | 10mo | X    | X    | X    | X    | X    | X       | X       | 8vo     | 8vo     | 3     |
| Puerto Rico           | X    | X    | X    | 10mo | X    | X    | X    | X    | X    | X    | X    | X       | X       | X       | X       | 1     |
| República Dominicana  | X    | X    | X    | X    | X    | X    | X    | X    | X    | 8vo  | X    | X       | X       | X       | X       | 1     |
| Trinidad y Tobago     |      | 7.º  | X    | 9.º  | 7.º  | 5.º  | 7.º  | 5.º  | 6.º  | 6.º  | 4to  | 7.º     | 7.º     | 5.º     | 7.º     | 13    |
| Venezuela             | X    | X    | X    | X    | 8.º  | X    | 8.º  | X    | X    | X    | X    | X       | X       | X       | X       | 2     |
| Equipos por torneo    | 8    | 8    | 7    | 10   | 9    | 10   | 10   | 7    | 7    | 8    | 8    | 8       | 8       | 8       | 8       |       |

## Femenino
| Año           | Sede                         |                | Medalla de oro | Resultado      | Medalla de plata      |              | Medalla de bronce | Resultado |        |
| 1987 Detalles | Indianápolis, Estados Unidos | Argentina      | 3–2            | Estados Unidos | Canadá                | 5–0          | Trinidad y Tobago |           |        |
| 1991 Detalles | La Habana, Cuba              | Argentina      | 0–0 (3–1 PS)   | Canadá         | Estados Unidos        | 7–0          | México            |           |        |
| 1995 Detalles | Mar del Plata, Argentina     | Argentina      | 3–2            | Estados Unidos | Canadá                | 4–0          | Cuba              |           |        |
| 1999 Detalles | Winnipeg, Canadá             | Argentina      | 5–2            | Estados Unidos | Canadá                | 2–0          | Trinidad y Tobago |           |        |
| 2003 Detalles | Santo Domingo, Dominicana    | Argentina      | 3–1            | Estados Unidos | Uruguay               | 2–2 (5–4 PS) | Chile             |           |        |
| 2007 Detalles | Río de Janeiro, Brasil       | Argentina      | 4–2            | Estados Unidos | Antillas Neerlandesas | 2–1          | Chile             |           |        |
| 2011 Detalles | Guadalajara, México          | Estados Unidos | 4–2            | Argentina      | Chile                 | 3–0          | Canadá            |           |        |
| 2015 Detalles | Toronto, Canadá              | Estados Unidos | 2–1            | Argentina      | Canadá                | 1–0          | Chile             |           |        |
| 2019 Detalles | Lima, Perú                   |                | Argentina      | 5–1            | Canadá                |              | Estados Unidos    | 5–1       | Chile  |
| 2023 Detalles | Santiago, Chile              |                | Argentina      | 2–1            | Estados Unidos        |              | Chile             | 2-0       | Canadá |

### Medallero
Actualizado Juegos Panamericanos Santiago 2023
| #     | País                  |    |    |    | Total |
| ----- | --------------------- | -- | -- | -- | ----- |
| 1     | Argentina             | 8  | 2  | 0  | 10    |
| 2     | Estados Unidos        | 2  | 6  | 2  | 10    |
| 3     | Canadá                | 0  | 2  | 4  | 6     |
| 4     | Chile                 | 0  | 0  | 2  | 2     |
| 5     | Antillas Neerlandesas | 0  | 0  | 1  | 1     |
| 5     | Uruguay               | 0  | 0  | 1  | 1     |
| Total | Total                 | 10 | 10 | 10 | 30    |

### Participaciones de los equipos
Actualizado Juegos Panamericanos Santiago 2023
| Equipo                | 1987 | 1991 | 1995 | 1999 | 2003 | 2007 | 2011    | 2015    | 2019    | 2023    | Total |
| --------------------- | ---- | ---- | ---- | ---- | ---- | ---- | ------- | ------- | ------- | ------- | ----- |
| Antillas Neerlandesas | X    | X    | X    | X    | X    |      | Extinto | Extinto | Extinto | Extinto | 1     |
| Argentina             |      |      |      |      |      |      |         |         |         |         | 10    |
| Barbados              | 5.º  | 8vo  | X    | X    | X    | X    | 8vo     | X       | X       | X       | 3     |
| Bermudas              | 7mo  | X    | X    | X    | X    | X    | X       | X       | X       | X       | 1     |
| Brasil                | X    | X    | X    | X    | X    | 8vo  | X       | X       | X       | X       | 1     |
| Canadá                |      |      |      |      | 5.º  | 5.º  | 4to     |         |         | 4to     | 10    |
| Chile                 | X    | X    | X    | 6.º  | 4to  | 4to  |         | 4to     | 4to     |         | 7     |
| Cuba                  | X    | 6.º  | 4to  | 5.º  | X    | 6.º  | 5.º     | 8vo     | 8vo     | 6.º     | 8     |
| Estados Unidos        |      |      |      |      |      |      |         |         |         |         | 10    |
| Jamaica               | 6.º  | 5.º  | 6.º  | X    | 7.º  | X    | X       | X       | X       | X       | 4     |
| México                | X    | 4to  | X    | 7mo  | X    | X    | 6.º     | 6.º     | 6.º     | 8.º     | 6     |
| Paraguay              | X    | X    | 7mo  | X    | X    | X    | X       | X       | X       | X       | 1     |
| Perú                  | X    | X    | X    | X    | X    | X    | X       | X       | 7.º     | X       | 1     |
| República Dominicana  | X    | X    | X    | X    | 8.º  | X    | X       | 7.º     | X       | X       | 2     |
| Trinidad y Tobago     | 4.º  | 7.º  | 5.º  | 4to  | 6.º  | X    | 7.º     | X       | X       | 7.º     | 7     |
| Uruguay               | X    | X    | X    | X    |      | 7.º  | X       | 5.º     | 5.º     | 5.º     | 5     |
| Equipos por torneo    | 7    | 8    | 7    | 7    | 8    | 8    | 8       | 8       | 8       | 8       |       |

## Medallero histórico ambas ramas
Actualizado Juegos Panamericanos Santiago 2023
| #     | País                        |    |    |    | Total |
| ----- | --------------------------- | -- | -- | -- | ----- |
| 1     | Argentina (ARG)             | 19 | 6  | 0  | 25    |
| 2     | Canadá (CAN)                | 4  | 10 | 6  | 20    |
| 3     | Estados Unidos (USA)        | 2  | 6  | 7  | 15    |
| 4     | Chile (CHI)                 | 0  | 1  | 6  | 7     |
| 5     | México (MEX)                | 0  | 1  | 2  | 3     |
| 6     | Trinidad y Tobago           | 0  | 1  | 0  | 1     |
| 7     | Cuba (CUB)                  | 0  | 0  | 2  | 2     |
| 8     | Antillas Neerlandesas (AHO) | 0  | 0  | 1  | 1     |
| 8     | Uruguay (URU)               | 0  | 0  | 1  | 1     |
| Total | Total                       | 25 | 25 | 25 | 75    |